# Світ без романтики
Світ без романтики (A World Without) — індонезійський фільм 2021 року режисера Ніа Дінати, написаний ним разом із Лакі Кусванді.

## Про фільм
Події відбуваються у 2030 році, через десять років після спалаху пандемії.
У країні, де побачення заборонені, троє дівчат-підлітків в пошуках щастя вирішують приєднатися до відлюдної спільноти, яку очолює харизматичний лідер.

## Знімались
| Актор          | Роль             |
| -------------- | ---------------- |
| Аманда Роулс   | Селіна           |
| Майзура        | Улфа             |
| Асмара Ебігейл | Тара             |
| Чікко Джеріко  | Алі Хан          |
| Джером Курнія  | Хафіз            |
| Діра Сунганді  | Нанік            |
| Дімас Дананг   | Ендру            |
| Джоко Анвар    | Джоко            |
| Віллем Беверс  | Френс            |
| Сантоса Амін   | батько           |
| Шалом Разаде   | колишня учасниця |
| Татьяна Акман  | Рені             |
| Ольга Лідія    | ведуча новин     |
| Галаббі Тахіра | Санті            |